# テニアン国際空港
テニアン国際空港（テニアンこくさいくうこう、英: Tinian International Airport）は、北マリアナ諸島テニアン島にある国際空港である。

## 就航路線
| 航空会社                 | 就航地   |
| ------------------------ | -------- |
| スター・マリアナス・エア | サイパン |

## 観光での利用
観光客が、オプショナルツアーを利用してサイパン島からテニアン島へ入る場合、パスポートは提示を求められる場合があるので必携である。サイパンからはフリーダムエアーの定期便が運航されている。定期便で時刻表はあるが、人数がそろえば離陸する。

## 軍事基地としての利用
米空軍のグアム島アンダーセン基地の代替候補として2月に選定されていたが、環境影響調査等のプロセスを経て、テニアン国際空港の「North Option」が2016年12月7日に公式に認定された。また、2023年には、中国の太平洋進出に対抗するために空港機能の強化を検討していることを明らかにした。